# Octeville-sur-Mer
Octeville-sur-Mer település Franciaországban, Seine-Maritime megyében. Lakosainak száma 6147 fő (2022. január 1.). Octeville-sur-Mer Cauville-sur-Mer, Fontaine-la-Mallet, Fontenay, Le Havre és Montivilliers községekkel határos.

## Népesség
A település népességének változása:
| Lakosok száma | 5797 | 5781 | 5966 | 5918 | 5987 | 6018 | 6070 | 6122 | 6147 |
|               | 2013 | 2015 | 2016 | 2017 | 2018 | 2019 | 2020 | 2021 | 2022 |